# Uarda-akademien

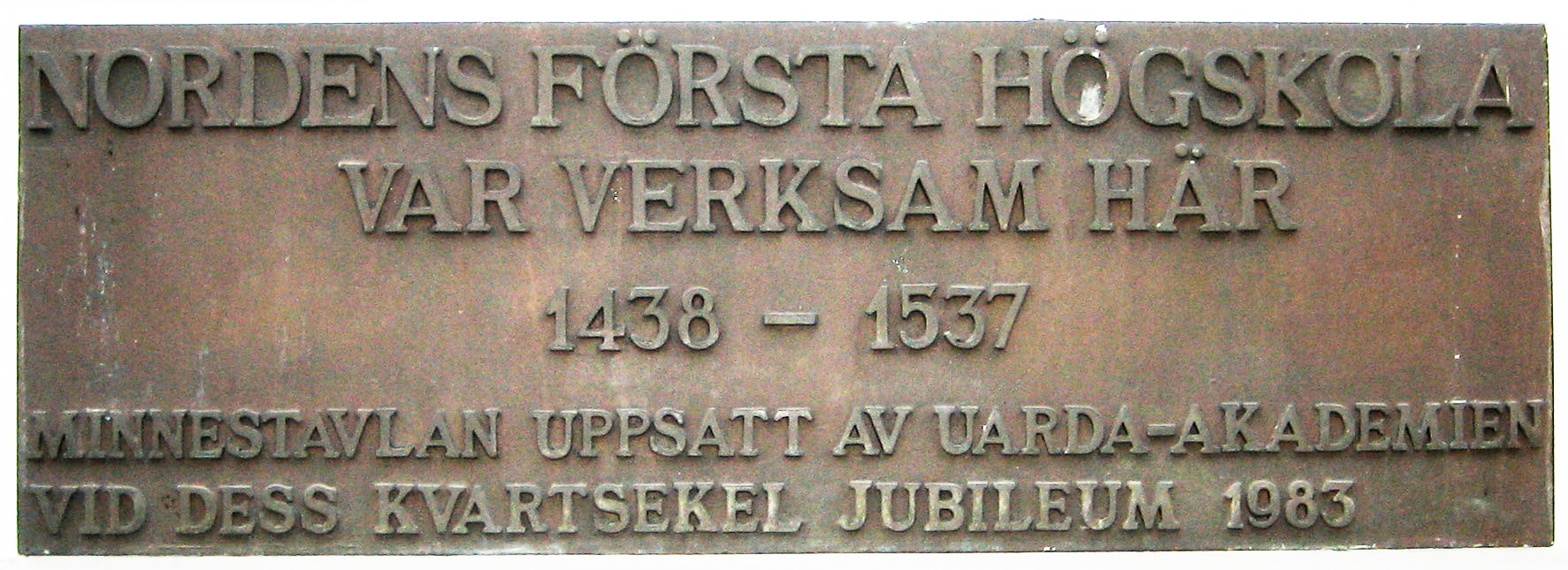
En skylt uppsatt av Uarda-akademien 1983 på Klostergatan i Lund som påminner om att Nordens första högskola låg i Lund.

Uarda-akademien (även känd som Uarda-Akademien och Uarda Akademien) är en lundensisk akademi instiftad 1958 av Sten Broman, Bengt-Olof Landin och Ulf Alfredson med syfte att "verka för den lundensiska spextraditionens bevarande i kombination med nyskapande produktivitet".
Akademien har fått sitt namn efter det klassiska lundaspexet Uarda från 1908 och instiftades i samband med att detta firade sitt 50-årsjubileum. Den verkar enligt akademien själv som "en sammanslutning av aktiva och före detta spexare och karnevalister, vars syfte är att slå vakt om Uarda-traditionens kontinuitet, samt att verka för den lundensiska spex- och humortraditionens bevarande och utvecklande".
Uarda-akademien har 77 aktiva ledamöter och leds av en præses. Denna position innehades länge av akademiens grundare Sten Broman. Senare innehavare har varit juridikprofessorn Håkan Strömberg, läkaren och författaren Jan Wirén och, sedan 1996, radiologen Olof Jarlman.
Även om Uarda-akademiens verksamhet främst kretsar kring det humoristiska och studentikosa, delar den också (i samarbete med Kungl. Musikaliska akademien och Musikhögskolan i Malmö) vartannat år ut ett stipendium till Sten Bromans minne, vilket tilldelas en ung seriös tonsättare.
Bland mer riksbekanta ledamöter av akademien kan nämnas Hans Alfredson, Cilla Ingvar, Stellan Sundahl och Johan Wester.